# Salonwagen für Kaiser Pedro II.

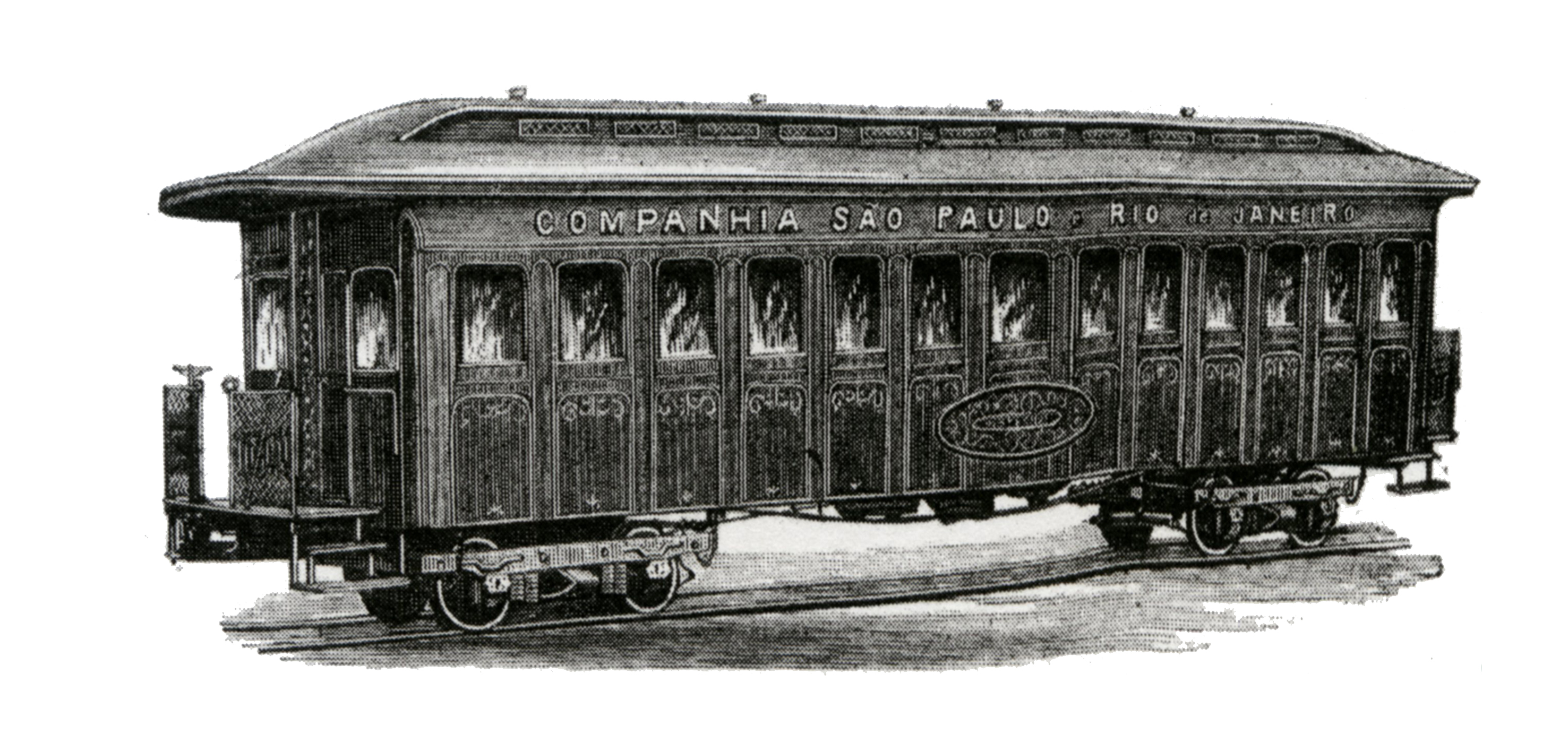
Salonwagen für Kaiser Pedro II., 1876

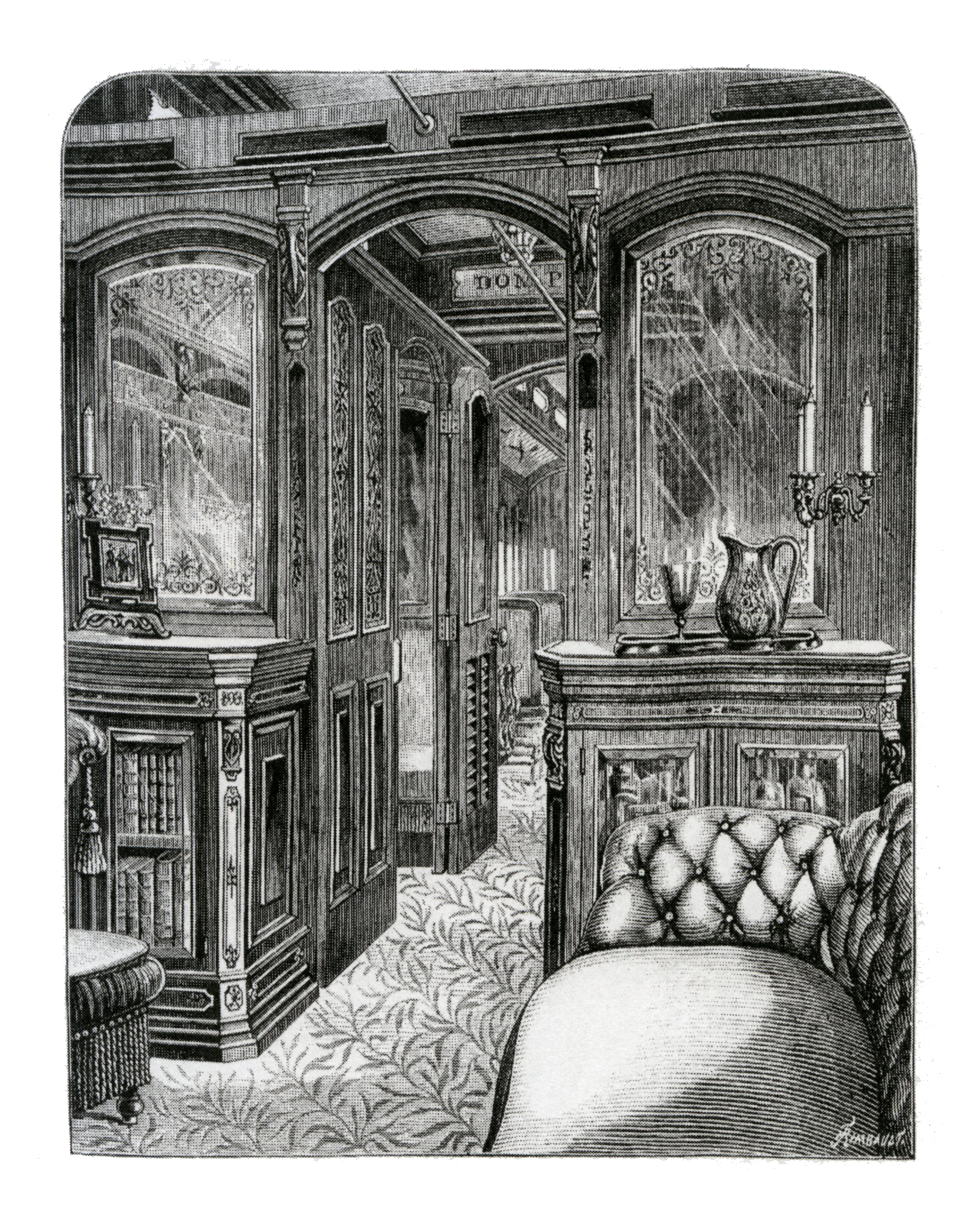
Innenansicht

Der Salonwagen für Kaiser Pedro II. war ein Salonwagen, der 1876 für die Estrada de Ferro São Paulo e Rio de Janeiro (Estrada de Ferro do Norte) in Brasilien gebaut wurde.

## Ausgangslage
Die meterspurige Estrada de Ferro São Paulo e Rio de Janeiro plante 1877 den Betrieb zu eröffnen. Dafür benötigte sie nach den damaligen Standards auch einen Salonwagen, falls das Staatsoberhaupt, Kaiser Dom Pedro II., die Bahn einmal sollte bereisen wollen. Zugleich stand 1876 der 100. Jahrestag der Unabhängigkeitserklärung der Vereinigten Staaten an. Aus diesem Anlass fand die Centennial International Exhibition, eine Weltausstellung, in Philadelphia statt.
Der Auftrag zum Bau des Salonwagens ging an den US-amerikanischen Waggonbauer Jackson and Sharp Company in Wilmington, Delaware, der auf den Bau schmalspuriger Fahrzeuge spezialisiert war. Er nutzte die Gelegenheit, ein besonders prächtiges Fahrzeug zu gestalten und es vor der Auslieferung an den Kunden zunächst auf der Weltausstellung zu präsentieren. Es war das 417. Fahrzeug aus der Produktion von Jackson and Sharp, die zu diesem Zeitpunkt bereits 45 Bahnen mit Schmalspurfahrzeugen beliefert hatten.

## Fahrzeug
Das Fahrzeug bot äußerlich das typische Erscheinungsbild damaliger US-amerikanischer Personenwagen und hatte nach dortiger Gepflogenheit auch einen Namen erhalten: „Dom Pedro Segundo“. Das Fahrzeug war 2,44 m breit und 10,67 m lang und wog 7,2 t. Es hatte offene Einstiegsplattformen an beiden Enden und lief auf zwei je zweiachsigen Drehgestellen. Ausgestattet war es mit einer Westinghouse-Druckluft-Bremse.
Das Innere war zweigeteilt: An einem Ende befand sich ein Vorraum, ein Schlafraum und ein Salon für den Kaiser. Der Schlafraum enthielt zwei Liegen übereinander, eine konnte aus zwei gegenüber liegenden Sitzen zusammengeschoben werden, die andere wurde von der Decke des Raumes heruntergeklappt. Die andere Wagenhälfte war für die Begleitung als Großraumwagen mit Sitzen für 24 Personen gestaltet. Die Schiebefenster hatten hölzerne Sonnenblenden. Außerdem gab es Deckenventilatoren. An einem Wagenende befand sich eine Toilette mit Waschgelegenheit und zugehörigem Wassertank. Eine zweite Toilette war vom Schlafraum des Kaisers aus zugänglich.
Eine bauliche Besonderheit war, dass der Wagen für die Verschiffung nach Brasilien zerlegt werden konnte und dann – bis auf wenige Einzelteile – nur noch etwa 26 m³ Frachtraum einnahm.